# Унайдын, Рушен Эшреф
Рушен Эшреф Унайдын (тур. Ruşen Eşref Ünaydın, 18 марта 1892, Стамбул, Османская империя — 21 сентября 1959, Стамбул, Турция) — турецкий писатель, журналист, государственный деятель и дипломат. Член Республиканской народной партии Посол Турции в Албании в 1934 году, в Греции в 1934—1939 гг., в Венгрии в 1939—1943 гг., в Великобритании в 1944—1945 гг. Член Великого национального собрания Турции.

## Биография
Родился 18 марта 1892 года в Стамбуле. Окончил Галатасарайский лицей в Стамбуле.
Окончил литературный факультет Стамбульского университета в 1914 году. Был преподавателем турецкого и французского языков в 1911—1920 гг. Выступал на страницах газет и журналов с интервью и путевыми записками. Его стихи в прозе «Прошедшие дни» («Geçmiş günler», 1919) и воспоминания «Капля по капле» («Damla-damla», 1929) печатались в журналах «Servet-i Fünûn» («Богатство наук») и других. Беседы Рушена Эшрефа с деятелями искусств собраны в книге «Говорят, что…» («Diyorlar ki…», 1918). Рушен Эшреф и Фалих Рыфкы Атай были наиболее популярными в турецкой литературе в области очерка.
Зимой 1917—1918 гг. интервьюировал поэта Мехмета Эмина.
На страницах газеты Hâkimiyet-i Milliye Рушен Эшреф настаивал на создании музеев и жалел, что сокровища искусства, собранные на турецкой земле, ушли в Европу.
Во время битвы при Чанаккале Рушен Эшреф был первым, кто привнес имя Мустафы Кемаля Ататюрка, неизвестного тогда ещё народу будущего национального лидера в турецкую литературу. В 1918 году, в специальном номере «Чанаккале» еженедельного журнала Yeni Mecmua («Новый сборник»), издаваемом Зией Гёкальпом, опубликовано интервью Рушена Эшрефа с Мустафой Кемалем под названием Anafartalar Kumandanı Mustafa Kemal ile Mülakat (Беседа с командующим войсками у Анафарты Мустафой Кемалем), первое интервью Ататюрка.
Участвовал во время Кемалистской революции в конгрессе национально-буржуазных организаций в Сивасе 4—11 сентября 1919 года, где была создана Республиканская народная партия.
Входил в Комиссию по языку, созданную Ататюрком в 1928 году для реализации радикальной реформы турецкой письменности. Комиссия была ответственна за адаптацию латинского алфавита к требованиям фонетического строя турецкого языка. Он является одним из основателей Ассоциации турецкого языка, которая была основана 12 июля 1932 года указом Ататюрка под названием Института турецкого языка, и является первым генеральным секретарем этой организации..
Был послом Турции в Албании в 1934 году, в Греции в 1934—1939 гг., в Венгрии в 1939—1943 гг., в Великобритании в 1944—1945 гг. Как сообщает руководитель Центра военно-дипломатического анализа и оценок Лиги военных дипломатов, историк Владимир Иванович Винокуров, в июле 1940 года Рушен Эшреф предупреждал советского полпреда в Венгрии Николая Шаронова о предстоящей переброске германских войск через венгерскую территорию в Румынию.
Умер 21 сентября 1959 года в Стамбуле. Похоронен на кладбище Ашиян.
Именем Рушена Эшрефа названа улица Балчовы в иле Измир.